# Goodlow (Texas)
Goodlow es una ciudad ubicada en el condado de Navarro en el estado estadounidense de Texas. En el Censo de 2010 tenía una población de 200 habitantes y una densidad poblacional de 75,19 personas por km².

## Geografía
Goodlow se encuentra ubicada en las coordenadas 32°6′30″N 96°12′56″O / 32.10833, -96.21556. Según la Oficina del Censo de los Estados Unidos, Goodlow tiene una superficie total de 2.66 km², de la cual 2.65 km² corresponden a tierra firme y (0.39%) 0.01 km² es agua.

## Demografía
Según el censo de 2010, había 200 personas residiendo en Goodlow. La densidad de población era de 75,19 hab./km². De los 200 habitantes, Goodlow estaba compuesto por el 8.5% blancos, el 90.5% eran afroamericanos, el 0% eran amerindios, el 0% eran asiáticos, el 0% eran isleños del Pacífico, el 0% eran de otras razas y el 1% pertenecían a dos o más razas. Del total de la población el 6% eran hispanos o latinos de cualquier raza.